# Teoria dello stato stazionario

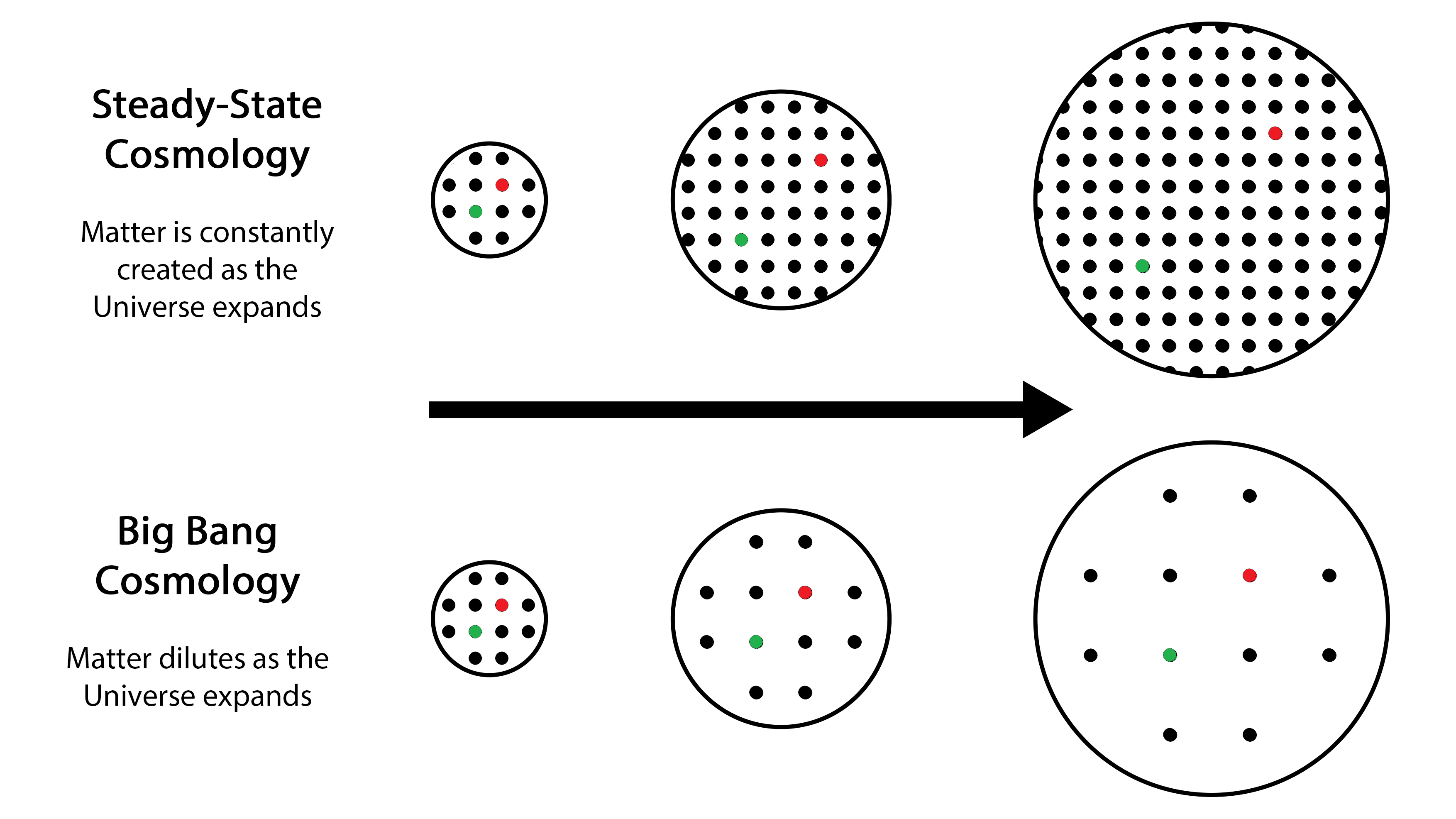
Differenze tra il Big Bang e lo stato stazionario

La teoria dello stato stazionario o teoria della creazione continua è uno scenario cosmologico non standard basato sul principio cosmologico perfetto che fu proposto nel 1948 da Fred Hoyle, Hermann Bondi, Thomas Gold come alternativa alla teoria del Big Bang. La teoria dello stato stazionario postula che l'universo mantenga le stesse proprietà nello spazio e nel tempo e non abbia né inizio né fine. Essa non deve essere confusa con l'idea di un universo statico: infatti la teoria descrive un universo in espansione come la teoria del Big Bang. Ma poiché l'espansione fa diminuire la densità dell'universo nel corso del tempo, la teoria dello stato stazionario implica la creazione continua di materia per mantenere la densità costante.
Negli anni cinquanta del XX secolo questa teoria ha rappresentato la principale alternativa al Big Bang, ma è stata definitivamente confutata dall'osservazione che l'universo era diverso nel passato e, soprattutto, dalla scoperta della radiazione cosmica di fondo, e dopo gli anni 2000 l'unico sostenitore di rilievo della teoria, in forma riveduta, è stato l'astrofisico Jayant V. Narlikar, direttore del Centro di Astronomia e Astrofisica di Pune. Negli anni '90 lo stesso Hoyle fece un tentativo di conciliazione teorica fra la propria teoria e il Big Bang, la cosiddetta teoria dello stato quasi-stazionario.
Qualche suo elemento (sia dal punto di vista matematico che filosofico) si ritrova comunque nella cosmologia contemporanea.

## La teoria originaria
La sua base filosofica è il cosiddetto Principio cosmologico perfetto, che afferma che il nostro punto di osservazione dell'Universo non sarebbe per nulla particolare, non solo dal punto di vista della posizione, ma anche da quello temporale: non solo l'uomo, la Terra, il Sole o la Via Lattea non sono al centro dell'Universo (né in alcun'altra posizione privilegiata), ma su scala cosmologica anche l'epoca in cui viviamo non sarebbe significativamente differente da ogni altra. L'universo su grande scala sarebbe quindi eterno, immutato ed immutabile.

### La "creazione continua"

Diagramma dello spaziotempo nella teoria dello stato stazionario

Questo principio può essere conciliato con la cosiddetta Legge di Hubble (l'osservazione del moto di recessione delle galassie, le quali si allontanano da noi ad una velocità proporzionale alla loro distanza) assumendo che si abbia una continua creazione di materia, in modo da mantenere costante la densità media. Siccome il tasso a cui la materia dovrebbe essere creata è molto basso (1 atomo di Idrogeno per m³ ogni miliardo di anni) la mancata osservazione (e la non falsificabilità di quest'affermazione) di questo fenomeno non costituiva un vero problema per la teoria (anche se ci furono varie ipotesi, vedi la sezione su Halton Arp).
Per quanto il Big Bang fosse forse la teoria più accreditata, lo stato stazionario rimase una seria alternativa fino alla fine degli anni sessanta, quando furono ottenute osservazioni che dimostravano che le proprietà dell'universo su larga scala evolvono nel tempo: si osservò infatti che la densità "locale" di quasar e radiogalassie era sostanzialmente inferiore a quella che si poteva misurare ad alto redshift, ovvero a grandi distanze, cioè nel lontano passato, dato che la velocità della luce è finita. Questa interpretazione fu contestata da alcuni sostenitori dello stato stazionario (fra cui, di nuovo, Halton Arp), che suggerirono che il redshift dei quasar non fosse di origine cosmologica, ma legato alle proprietà fisiche di questi oggetti (cosa che avrebbe "salvato" lo stato stazionario).
La teoria modificava l'ipotesi di omogeneità del principio cosmologico per introdurla nel tempo e nello spazio. Questo "principio cosmologico perfetto", come sarebbe stato chiamato, prevedeva un universo in espansione, senza però modificare la sua densità. Per ottenere questo risultato, la cosmologia dello stato stazionario ha dovuto postulare un "campo creazione-materia" (il cosiddetto campo-C) che immette materia nell'universo allo scopo di mantenere una densità costante.
L'idea fu quasi subito attaccata dai sostenitori del Big Bang che descrissero il campo-C come contraddittorio con una coerente comprensione della fisica. C'è chi sostiene che la teoria del campo-C sia invece un precedente per l'idea dell'inflatone.

### Hoyle contro ilBig Bang
(Fred Hoyle)
Hoyle, uno dei sostenitori più accesi del modello di stato stazionario, e un materialista impegnato (nonostante ciò, la sua idea della panspermia, oggi condivisa da molti, lo avrebbe fatto includere - probabilmente a torto e a causa della sua teoria dell'intelligenza universale - nei critici dell'evoluzionismo classico darwiniano), riteneva che il vecchio modello rivale fosse una forzatura in quanto violava i principi filosofici fondamentali sulla natura infinita dell'esistenza, inoltre pensava che il modello standard della cosmologia basato sul Big Bang violasse una legge considerata inviolabile nel mondo naturale, quella di Lavoisier, postulando in alcune formulazioni la nascita di materia dal nulla. Hoyle riteneva che l'universo fosse più vivo di quanto sembri, e vi fossero ovunque virus e batteri nello spazio.
Fred Hoyle ammoniva esplicitamente che il Big Bang veniva sostenuto come un dogma “causa prima” in linea con la teologia occidentale piuttosto che con la scienza. Per attaccare questa relazione, Hoyle diede il via a una campagna pubblica per screditare e liquidare la teoria del Big Bang, coniando appunto il termine "Big Bang", che rimane ancora oggi legato alla teoria cosmologica standard, anche se la qualità descrittiva del nome è stata duramente criticata come fuorviante. Il termine "Big Bang" fu coniato da Fred Hoyle nel 1949, in senso dispregiativo, riferendosi ad esso come "questa idea del grosso botto" durante una trasmissione radiofonica della BBC Radio del marzo 1949. Successivamente Hoyle diede un valido contributo al tentativo di comprendere il percorso nucleare di formazione degli elementi più pesanti a partire da quelli più leggeri.
Il modello stazionario riscontrò un notevole successo negli anni '50. Una ragione fu forse l'istintiva reazione di diversi scienziati al tentativo di strumentalizzazione delle loro scoperte portato avanti dalla Chiesa cattolica, che volle vedere nella teoria del Big Bang una dimostrazione scientifica della creazione e dell'esistenza di Dio. Il primo propositore era stato infatti Georges Lemaître, fisico e sacerdote cattolico belga nel 1927. Negli anni venti e trenta quasi tutti i maggiori cosmologi preferivano un universo eterno, e molti obiettarono che l'origine del tempo implicita nel Big Bang introduceva concetti religiosi all'interno della fisica; questa obiezione fu più tardi ripresa dai sostenitori della teoria dello stato stazionario. Lo stesso papa Pio XII, quando fu pubblicata la teoria, si entusiasmò con un personale e lungo commento teologico, nel 1951, improntato sull'Ex nihilo nihil fit ed il Fiat lux. Tuttavia, gli approcci di una qualsivoglia fede spirituale o - in termini filosofici - trascendenza - su tale teoria, possono essere molto aperti, e di vario tipo. Hoyle scelse di opporsi anche alla scientificità del Big Bang stesso.

### Osservazioni contro la teoria
Man mano che i dati cosmologici venivano raccolti, i cosmologi cominciarono a rendersi conto che il Big Bang aveva correttamente previsto l'abbondanza di elementi leggeri osservata nel cosmo. Ciò che nel modello di stato stazionario era una proporzione casuale tra idrogeno da una parte e deuterio e elio dall'altra, in quello del Big Bang rappresentava una caratteristica. Inoltre, all'inizio degli anni 1990 misurazioni precise del CMB indicarono che in natura lo spettro elettromagnetico del fondo era più vicino a un corpo nero che qualsiasi altra fonte in natura. I migliori modelli di estinzione interstellare potevano prevedere che fosse una termalizzazione a livello del 10% mentre il satellite COBE misurò la deviazione a livello di una parte su 105. Dopo questa scoperta sensazionale, la maggior parte dei cosmologi si convinse che la teoria dello stato stazionario non poteva spiegare le osservazioni cosmologiche così come faceva il Big Bang. Da quel momento, osservazioni dettagliate della sonda spaziale per l'anisotropia delle microonde (WMAP) hanno isolato un modello Lambda-CDM che mette in relazione le anisotropie della radiazione cosmica di fondo con le caratteristiche dell'universo come la struttura cosmica su larga scala, la natura dettagliata della legge di Hubble, e anche bizzarre caratteristiche come l'inflazione, l'energia oscura e la materia oscura non barionica fredda.
Il declino della teoria fu determinato dalla verifica e dall'accettazione dei fenomeni che sono considerati le grandi prove del Big Bang:
- la radiazione cosmica di fondo
- la nucleosintesi primordiale

I sostenitori della teoria (Hoyle, Burbidge e Narlikar) hanno cercato di spiegare altrimenti tali osservazioni.
Secondo Stephen Hawking, la teoria dello stato stazionario non regge principalmente perché non si può provare l'effettiva creazione continua di atomi di materia, in alternativa a un unico Big Bang, con le osservazioni attuali.

## Confutazione del Big Bang secondo i teorici dello stato stazionario
I sostenitori dello stazionario affermano quindi che i tre "pilastri" del Big Bang non siano così solidi, specialmente il redshift (considerato la prova della legge di Hubble), nutrendo dubbi anche sulla radiazione cosmica di fondo e l'abbondanza di elio-4 derivata da nucleosintesi primordiale. Questi dati si spiegherebbero infatti in maniera alternativa, anche avendo a disposizione nuovi rilevamenti più precisi, ma la scienza maggioritaria sarebbe orientata unicamente verso il Big Bang.

### La radiazione cosmica

Mappa della radiazione cosmica di fondo calcolata negli anni 2000 dalla WMAP.

Il dibattito tra il Big Bang e i modelli dello stato stazionario sarebbe durato per 15 anni, con campi quasi equamente divisi, fino alla scoperta della radiazione cosmica di fondo a microonde (CMB) nel 1964. Questa radiazione è una caratteristica naturale del modello del Big Bang che richiede un "tempo di ultima dispersione", nel quale i fotoni si disaccoppiano dalla materia barionica. Il modello dello stato stazionario propose che questa radiazione potesse essere considerata la cosiddetta estinzione interstellare, che era uno sottofondo causato in parte dal paradosso di Olbers in un universo infinito. Anche la stessa creazione di materia provoca esplosioni e campi gravitazionali percepibili come micro-onde.
Sulla base di alcune anomalie osservate da Planck Surveyor nel 2013 (come una differenza significativa nel segnale osservato nei due emisferi opposti del cielo, e una regione fredda eccessivamente grande, tale da dover accettare l'esistenza di un enorme supervuoto), taluni hanno ipotizzato che la radiazione potesse essere un fenomeno più locale e quindi non un residuo del Big Bang; in passato era stato obiettato che la sua origine fosse nell'estinzione interstellare con presenza di particelle di ferro sullo sfondo (Hoyle, Narlikar, Arp) o una radiazione polarizzata di sincrotrone proveniente da radiogalassie e radiosorgenti lontane e annichilazione materia-antimateria (Cosmologia del plasma).

#### Ibaffi di ferro cosmico
Al fine di spiegare l'uniformità dello sfondo, i fautori dello stato stazionario postularono un effetto nebbia associata a microscopiche particelle di ferro a forma di minuscoli aghi, situate nella polvere interstellare, che disperderebbero le onde radio in modo tale da produrre un CMB isotropo. I fenomeni proposti furono battezzati in modo bizzarro "baffi di ferro cosmico" (cosmic iron whiskers) e servivano da meccanismo di termalizzazione. La teoria dello stato stazionario non ha avuto il problema dell'orizzonte del Big Bang, perché ha assunto una quantità infinita di tempo a disposizione per termalizzare lo sfondo. Alcuni teorici dello stato stazionario (il più famoso Jayant V. Narlikar) continuano a sostenere che il medium intergalattico contenga baffi di ferro cosmico. Tuttavia, non c'è ancora alcuna prova di tipo osservativo a corroborare l'esistenza di queste particelle di ferro. I critici di alcune versioni del Big Bang (inflazione cosmica) hanno fatto notare come la polvere cosmica sia in grado di "ingannare" gli strumenti, ad esempio simulando le onde gravitazionali nella CMB come avvenuto nel 2014. Secondo i sostenitori della teoria di Narlikar, la misurazione della CMB e delle sue caratteristiche non sarebbe quindi perfetta.

### Gli elementi leggeri
Tali elementi sarebbero l'oggetto della creazione continua e del ciclo della materia, effettuato nei nuclei galattici attivi e visibile nella formazione dei quasar, ma in grande quantità durante periodi ciclici di creazione.

### Il redshift: la teoria della massa variabile
Arp sostenne che la variabilità dei quasar fosse la prova del carattere non cosmologico del redshift ma dell'età degli oggetti e le loro caratteristiche intrinseche; propose una spiegazione per le sue osservazioni come "ipotesi di massa variabile" secondo il Principio di Mach. La teoria della massa variabile invoca la continua creazione di materia dai nuclei galattici attivi, che la classifica tra le teorie dello stato stazionario. Arp spiegò il redshift con la teoria della relatività generale di Albert Einstein e la teoria di Jayant Narlikar del 1977 (teoria della massa variabile e della gravità conforme); il redshift intrinseco, visibile secondo lui in oggetti con diverso redshift ma che dovrebbero avere lo stesso livello, se fossero in recessione e allontanamento - essendo alla stessa distanza - poteva essere determinato da diversi fattori:
- l'età degli oggetti e le loro proprietà intrinseche (il principale argomento): in particolare la massa delle particelle (e per estensione dei corpi che di particelle sono formati) aumenterebbe progressivamente nel tempo. Se ne deduce che una delle innumerevoli cause del redshift sarebbe quindi l'età delle particelle.
- Arp cita anche la teoria della quantizzazione del redshift come spiegazione del redshift delle galassie e quella del redshift periodico
- la teoria della luce stanca
- l'azione di buchi neri e altri oggetti
- la temperatura (come nelle giganti rosse)
- caratteristiche derivate dalla creazione di materia[15]

#### Il modello di massa variabile di Wetterich (2013)
Il fisico teorico tedesco Christof Wetterich dell'Università di Heidelberg, uno dei primi ipotizzatori dell'energia oscura, ha di recente invece ripreso, nell'ambito sulle discussioni sulla difficoltà di postulare la singolarità gravitazionale, la teoria di Narlikar - che tuttora sostiene lo stato stazionario - basata su quella di Einstein e sostenuta a lungo da Arp (specialmente nel testo del 1998 intitolato Seeing red), del redshift intrinseco dovuto all'età delle particelle; egli ha proposto un modello fisico alternativo secondo il quale si potrebbe fare a meno dell'ipotesi dell'espansione cosmica, pur non aderendo alla teoria della creazione continua (egli sostiene una sorta di "Big Bang freddo"). Il redshift non sarebbe prodotto da un loro allontanamento ma da un aumento della massa delle particelle elementari nel corso di miliardi di anni, senza che in effetti aumenti la materia. L'universo, come nella teoria di Hoyle e Arp, aumenta ma non si espande. Il problema è la scarsa verificabilità di tale tesi, in quanto non aumenta solo la massa delle particelle ma anche quella degli strumenti di misurazione e di ciò che venga usato come paragone.

#### Altre ipotesi
Vari fisici hanno elaborato ipotesi somiglianti o alternative (dilatazione del tempo, teorie MOND, vuoto o bolla cosmica) per spiegare in maniera diversa il fenomeno della presunta accelerazione. Con la presenza dei supervuoti questo vorrebbe significare che ci troviamo in un punto di osservazione particolare, da cui non è possibile osservare in maniera "esterna" i fenomeni cosmici, andando in parte contro il principio copernicano.

### Violazione delle leggi di conservazione
Secondo gli oppositori del Big Bang (non solo i sostenitori della teoria di Hoyle), esso, postulando un'ampia energia del vuoto, viola la legge di conservazione della massa e dell'energia e anche il principio di indeterminazione di Heisenberg: la fluttuazione quantistica può generare energia e particelle, violando le leggi di conservazione, ma solo per un tempo brevissimo, infatti si parla di particelle virtuali; ma se non si dimostra che c'era qualcosa che ha causato il Big Bang, non è possibile dire che l'universo sia nato da un nulla quantistico (sarebbe scomparso in poco tempo), quindi il Big Bang (come ammesso anche dai fisici standard) spiega l'evoluzione dell'universo, non il suo inizio. Invece il riciclo continuo e la creazione continua di piccole quantità da particelle ed energia già esistente non violerebbe queste leggi fisiche. Secondo i teorici dello stato stazionario solo un multiverso, non verificabile, o un modello ciclico potrebbero tenere in piedi il Big Bang, in alternativa allo stato stazionario stesso.

### Altre contestazioni
Essi contestano al modello standard, inoltre, le numerose entità teoriche proposte (materia oscura, energia oscura, stringhe) appositamente per chiudere le "falle" tra teoria e osservazione, e i numerosi problemi irrisolti, come la singolarità gravitazionale e l'inflazione. L'universo sarebbe composto, secondo i calcoli teorici del Big Bang, quasi interamente da materia ed energia invisibili e non rilevabili. Un altro problema è l'età dei superammassi, che secondo molti era superiore all'età calcolata per l'universo stesso.

## Osservazioni in favore

### Halton Arp

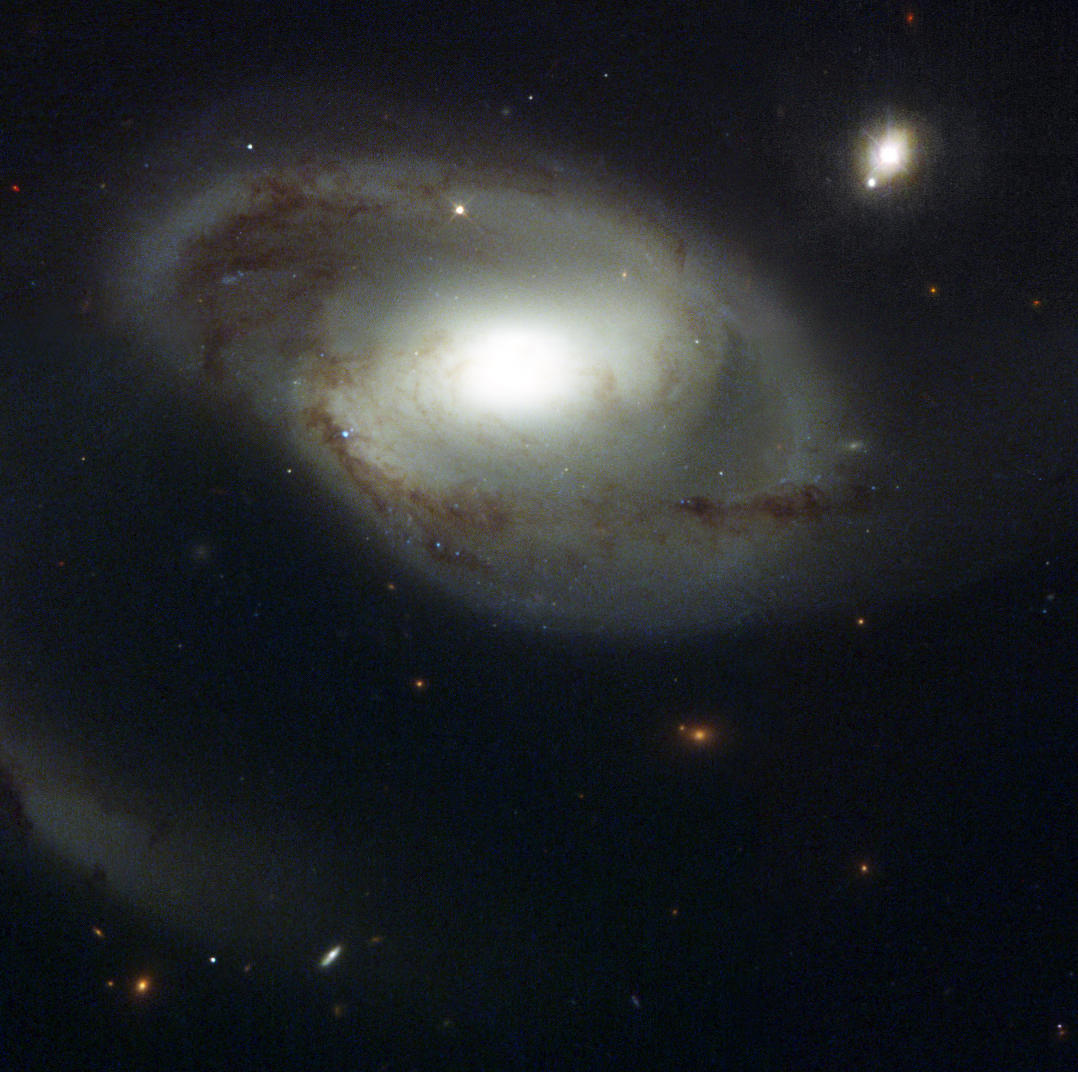
NGC 4319 e Markarian 205, con redshift diverso ma collegati da un "ponte di materia".

L'astronomo Halton Arp e altri sostenitori della teoria hanno ipotizzato che i nuclei galattici attivi (come i quasar, che egli riteneva collegati con i buchi bianchi come riciclatori di materia, i getti di nuova materia e le galassie di Seyfert, che sarebbero le galassie-madri) sarebbero i luoghi dove la materia sarebbe creata (continuamente, anziché in un unico istante). Arp concilia il modello di Hoyle con quello del cosiddetto "redshift intrinseco", essendosi in seguito allontanato dallo stato stazionario, negando la legge di Hubble e aderendo ad una versione dell'universo statico.
Da quando Arp espose per la prima volta le sue teorie negli anni '60, la strumentazione astronomica e telescopica hanno fatto passi da gigante; è stato lanciato il telescopio spaziale Hubble, sono diventati operativi telescopi multipli da 8-10 metri come quello dell'Osservatorio di Keck. Questi nuovi telescopi sono stati utilizzati per esaminare più a fondo le quasar, ed ora è generalmente accettato che esse siano galassie molto distanti con un elevato redshift. Inoltre molte indagini, la più notevole delle quali quella effettuata sul Campo Profondo di Hubble, hanno trovato un gran numero di oggetti con un alto redshift che non sono quasar, piuttosto sembrano essere galassie "normali", come quelle trovate più vicino. Halton Arp individuò dei possibili collegamenti tra alcune galassie con dei quasar e si riteneva che entrambi questi oggetti, essendo vicini a causa di queste interazioni, avessero avuto un redshift simile per via della legge di Hubble.

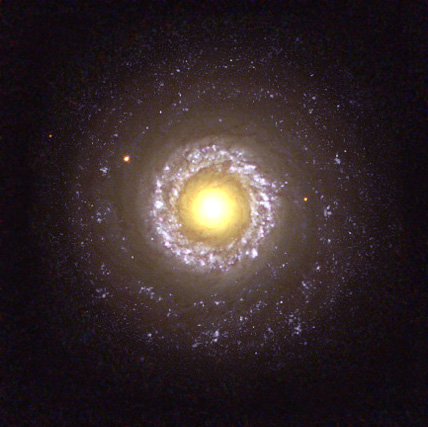
NGC 7742, una galassia di Seyfert.

Al contrario di quanto atteso, si calcolò un'estrema diversità tra i valori dei due redshift, come nel caso della galassia NCG 4319 e del quasar Markarian 205, e questo dato sembrava mettere in crisi l'idea dell'espansione dell'universo, poiché due oggetti vicini e con un collegamento devono avere un simile spostamento verso il rosso dovuto all'espansione del cosmo. Per risolvere questo problema, che avrebbe colpito le basi della teoria del Big Bang, si è ipotizzato che la differenza nei redshift sia dovuta al fatto che queste galassie studiate, che sono generalmente molto attive, abbiano "espulso" il quasar; a questo punto la differenza dei redshift non sarebbe da attribuire a cause cosmologiche, ma a caratteri locali del sistema considerato (come il blueshift della galassia di Andromeda). Per Arp i quasar sono piccole galassie eiettate dalle galassie di Seyfert, che restano ad esse legate, non semplici getti di materia. Il problema della galassia NGC 4319 è tuttora discusso, essendo, in maniera definita, un redshift non cosmologico.
L'evidenza a favore del redshift come misura di distanza e le conferme alla teoria del Big Bang sono ormai numerose e convincenti, mentre i casi di redshift discordante possono essere spiegati come allineamenti casuali di oggetti a distanze diverse. Arp non riconobbe che le sue osservazioni possano essere considerate un effetto statistico, e insistette nel sostenere che tutti i dati che confutano la teoria del Big Bang sono stati sistematicamente soppressi e si è modificata di volta in volta la teoria, oppure sono aumentate le ipotesi necessarie a sostenerla. Pertanto rimase fedele alle sue idee e continuò a pubblicare articoli nei quali le riaffermò, sia su pubblicazioni divulgative che in quelle scientifiche, spesso in collaborazione con i coniugi astronomi britannici Geoffrey e Margaret Burbidge.

### Osservazioni recenti di quasar con redshift non cosmologico
Nei pressi dei quasar spesso si trovano buchi neri molto antichi, risalenti quasi al Big Bang (una teoria è che vi fossero diversi mini-buchi neri o un buco nero primordiale); nel 2014-15 sono stati scoperti, da parte di un gruppo diretto da Stephanie LaMassa di Yale, quasar con relative galassie attive la cui luminosità diminuisce per caratteristiche intrinseche a causa dei buchi neri supermassicci, invece che per redshift dovuto ad allontanamento. Alcuni sono diventati inattivi in soli 10 anni. Lo stesso team aveva osservato nel 2010 nuclei galattici attivi con variazioni di luminosità intrinseca.

## Lo stato quasi stazionario
Fatte queste poche eccezioni, la controversia sullo stato stazionario ha oggi un interesse prevalentemente storico: occasionalmente i modelli "stazionari" segnano qualche punto a loro favore, ad esempio la cosiddetta cosmologia dello stato quasi-stazionario, presentata nel 1993 da Hoyle, Burbidge e Narlikar, che presenta "eventi ciclici di creazione", spiegando con naturalezza la recente e inattesa scoperta del 1998 che l'espansione dell'universo starebbe accelerando, ma questi non sembrano essere paragonabili ai successi delle teorie standard del Big Bang.
Poco prima della morte, Hoyle, usando meno della metà dei parametri liberi del Big Bang arriva a giustificare sia la radiazione di fondo che tutto il resto. Anche la scoperta che l'espansione dell'Universo pare accelerare anziché rallentare, avrebbe reso (pur negando l'universo statico einsteiniano) molto meno indispensabile un Big Bang, accordandosi quasi di più con lo stato stazionario.
Dopo la scomparsa di Hoyle, pochi altri continuarono a proporre il Modello dello stato stazionario. Fedele alla concezione newtoniana di un universo statico, Hoyle non accettava l'idea che l'Universo si evolvesse nel tempo, che avesse avuto quindi un inizio nel tempo attraverso un unico atto di creazione. Secondo la sua teoria, l'Universo non è sempre stato costituito da tutta la materia che contiene oggi, poiché durante l'espansione emerge dal nulla nuova materia che riempie i vuoti che si ampliano, e così la densità media della materia resta costante. Talvolta queste teorie utilizzano la teoria della luce stanca per spiegare lo spostamento verso il rosso cosmologico senza ricorrere all'universo in espansione e all'universo in accelerazione. La teoria del 1993 è stata riproposta in seguito.

### Piccoli Big Bang e modello ciclico
Una modifica prevede l'universo come originato da molti piccoli bang ("little bangs")  piuttosto che da un big bang. Si suppone che l'Universo passi attraverso periodiche fasi di espansione e di contrazione, con un morbido "rimbalzo" (universo oscillante) al posto del Big Bang. Così il redshift si spiega con il fatto che l'Universo sia attualmente in una fase di espansione. Questi periodi di creazione sono continui e iniziarono 15 miliardi di anni fa, secondo Hoyle e la teoria del 1993. La differenza principale con il vecchio modello consiste che la creazione avvenga non più uniformemente in tutto lo spazio, ma in zone ristrette in cui è presente sia un forte campo gravitazionale sia attività esplosiva, come nei nuclei galattici attivi. Gli autori spiegano tramite questo processo violento la radiazione di fondo a 2.7 K. La teoria però contiene molte ipotesi costruite appositamente, come quella che nel processo di creazione sarebbero coinvolti oggetti dalla massa enorme, pari alla massa di centomila galassie medie, che per un meccanismo ancora ignoto creano dal nulla una nuova forma di materia e non più l'idrogeno (Halton Arp risolveva inizialmente affermando il riciclo della materia). Queste particelle, chiamate particelle di Planck, hanno dimensioni pari a 10−33 cm, una massa pari a 10−5 g e decadono in modo esplosivo in tempi di 10−43 s, generando le particelle elementari conosciute. La particella di Planck è descritta anche come un ipotetico buco nero il cui raggio di Schwarzschild è approssimativamente uguale alla sua lunghezza d'onda di Compton; l'evaporazione di una tale particella secondo la teoria della radiazione di Hawking è stata invocata come fonte di elementi di luce (quindi di fotoni) in un universo stazionario in espansione. Con la scoperta della massa mancante e dell'universo in accelerazione, non previsto dal Big Bang, sia la teoria standard che lo stato stazionario dovettero essere matematicamente adattati alle osservazioni, ad esempio con l'introduzione di materia oscura ed energia oscura.
Un nuovo modello somigliante allo stato quasi stazionario venne riproposto nel 2010 da Wun-Yi Shu della National Tsing Hua University di Taiwan.

## Declino dell'idea
Sebbene il modello originale dello stato stazionario sia ormai considerato in contrasto con le osservazioni anche da parte dei suoi sostenitori di un tempo, sono state proposte delle modifiche per rendere accettabile la teoria. La prova che ha portato ormai all'abbandono della teoria dello stato stazionario venne dalla scoperta della Radiazione cosmica di fondo nel 1964. Questa radiazione era stata predetta teoricamente come una naturale conseguenza di un Big Bang. Per quanto non fosse in contraddizione con lo stato stazionario (anzi, alcuni seguaci di Hoyle avevano persino predetto la sua esistenza), quest'ultima osservazione convinse quasi tutti ad abbandonare questa teoria. Fra le eccezioni ci furono lo stesso Hoyle, Arp, Narlikar e Geoffrey Burbidge, ed alcuni di loro continuano a lavorare a varianti della teoria dello stato stazionario. Ebbero l'appoggio anche di Dennis Sciama, che però cambiò idea dopo che venne confermata la scoperta della radiazione cosmica. Il Big Bang viene comunque ormai considerato un fatto acquisito da quasi tutti gli astronomi ed il dibattito in campo cosmologico riguarda come si possano spiegare le condizioni iniziali del nostro universo (ad es. molti modelli inflazionari) e quale teoria che unifichi relatività e meccanica quantistica possa spiegare che cosa è avvenuto al momento del Big Bang, Infatti la relatività generale predice una singolarità iniziale (di densità tendente all'infinito) in corrispondenza dell'istante iniziale, ma questa è un'estrapolazione in un regime dove la relatività non è più applicabile. 

## Rivalutazioni dell'universo eterno
È degno di nota, ed abbastanza paradossale, che molti dei modelli inflazionari più accreditati prevedano che la fase inflazionaria sia eterna e generi infiniti "universi" (intesi come regioni di dimensioni molto più ampie di quello che comunemente chiamiamo "universo", il cosiddetto multiverso) di caratteristiche distinte. Fra questi modelli ve ne sono diversi che possono portare ad una situazione stazionaria e in questi modelli il Principio cosmologico perfetto potrebbe essere valido, per quanto su scale enormemente più ampie di quelle esaminate da Hoyle e dai suoi seguaci. Stephen Hawking sostiene che l'universo sia eterno in quanto il suo inizio non è un vero inizio e poi ha subito una probabile inflazione infinita, come previsto ad esempio da Andrej Linde e Alan Guth. Roger Penrose, già allievo di Dennis Sciama e di Hoyle stesso, ha ripreso indirettamente la teoria nel 2001, fondendola assieme all'universo oscillante e al Big Bang standard (sostenuto anche da lui stesso prima degli anni 2000), in un modello ciclico; essa è contrapposta alla teoria inflazionistica più accreditata, l'inflazione caotica o teoria delle bolle, e alla teoria delle stringhe. In certe teorie, l'universo è "finito" poiché in evoluzione, ma il multiverso (pur ospitando universi in continua evoluzione) è stabile nel suo insieme come l'universo della vecchia teoria dello stato stazionario (la differenza principale è che queste teorie non negano il Big Bang del nostro universo).
L'astrofisica italiana Margherita Hack riteneva plausibili - non nascondendo l'apprezzamento per il lavoro osservativo di Arp e per la nozione di universo eterno ("Io penso che l'universo sia infinito nel tempo e nello spazio, cioè sia sempre esistito e sempre esisterà") - ma troppo macchinose le spiegazioni dei teorici dello stato stazionario sulla radiazione di fondo e il redshift, affermando però la somiglianza tra vari modelli come il modello inflazionario accettato, proposto da Linde e quello di Hoyle, poiché in quanto «il nostro universo sarebbe solo una microscopica parte di uno spazio-tempo infinito, riconcilia i modelli evolutivo e stazionario. Il primo sarebbe un episodio fra i tanti che continuamente si verificano nel secondo».
I modelli che si rifanno alla teoria dell'universo eterno fondendola con il Big Bang sono diversi; nel modello standard o legati ad esso (spesso si tratta di teorie legate alla cosmologia quantistica più che alla relatività generale classica):
- lo stato di Hartle-Hawking
- l'inflazione eterna

oltre il modello standard:
- la cosmologia ciclica conforme, proposta da Roger Penrose
- il multiverso della teoria M
- la cosmologia dal potenziale quantistico di Ahmed Farag Ali e Saurya Das

Fuori dal modello standard
- la cosmologia del plasma (Hannes Alfvén, Eric J. Lerner)

### Inflazione eterna e stato stazionario
Esistono alcune somiglianze tra l'universo dello stato stazionario e quello dell'inflazione eterna caotica proposto da Andrej Linde e Alan Guth: nel primo l'espansione viene bilanciata dalla creazione di nuova materia nei nuclei galattici attivi, nel secondo dalla creazione di nuove bolle inflazionarie di spaziotempo e materia, anche se in maniera caotica e incontrollata. Il Big Bang rappresenta solo l'espansione di uno stato già presente. In questo caso, anche con un'accelerazione, l'universo-multiverso sarebbe comunque in equilibrio e non giungerebbe mai alla morte termica prevista da alcuni sviluppi del modello standard.